# 271IIIA型登陆艇
271IIIA型中型登陆艦是中国人民解放军海军80年代装备的800吨級登陆艦，074型登陸艦就是本艦的縮小版，兩艦款外型相似常被誤認。该型舰为首开门、短首楼型，采用双尾遮蔽式坦克大舱，目前已知為一艘舷號S2226，據信至少有5艘。
主要任务是执行后勤运输任务，如为部队运送各种物资、装备和对无码头的岛屿实现淡水补给；在近海登陆作战中，运送步兵、坦克、火炮在滩头直接登陆。装载量150吨，可运送中型坦克一个排(3辆)及一个步兵加强排(70人)，或63式两栖坦克6辆。